# Fédération argentine de tennis
 (octobre 2023).
Si vous disposez d'ouvrages ou d'articles de référence ou si vous connaissez des sites web de qualité traitant du thème abordé ici, merci de compléter l'article en donnant les références utiles à sa vérifiabilité et en les liant à la section « Notes et références ».
La Fédération argentine de tennis organise le tennis en Argentine et met en place un système de classement et de compétition national. Fondée en 1921, elle est affiliée à la Fédération internationale de tennis.

## no1argentin
- 1968 Julián Ganzábal (en)
- 1969 Julián Ganzábal
- 1970 Julián Ganzábal
- 1971-1980 Guillermo Vilas
- 1981 José Luis Clerc
- 1982 Guillermo Vilas
- 1983 José Luis Clerc (2)
- 1984 Guillermo Vilas (12)
- 1985 Martín Jaite
- 1986 Martín Jaite
- 1987 Martín Jaite (3)
- 1988 Guillermo Pérez Roldán
- 1989 Alberto Mancini
- 1990 Guillermo Pérez Roldán (2)
- 1991 Alberto Mancini
- 1992 Alberto Mancini (3)
- 1993 Javier Frana
- 1994 Franco Davín
- 1995 Javier Frana (2)
- 1996 Hernán Gumy
- 1997 Hernán Gumy (2)
- 1998 Mariano Puerta
- 1999 Mariano Zabaleta
- 2000 Franco Squillari
- 2001 Guillermo Cañas
- 2002 David Nalbandian
- 2003 Guillermo Coria
- 2004 Guillermo Coria (2)
- 2005 David Nalbandian
- 2006 David Nalbandian
- 2007 David Nalbandian (4)
- 2008 Juan Martín del Potro
- 2009 Juan Martín del Potro
- 2010 Juan Mónaco
- 2011 Juan Martín del Potro (3)